# Enevoldsarveregeringsakten
Enevoldsarveregeringsakten eller Suverænitetsakten var Danmark-Norges forfatning fra 1661, der legaliserede arveligt monarki og enevælde. Den blev underskrevet under stændermøder i København og Christiania af repræsentanter for stænderne, dvs. de privilegerede stænder gejstligheden og adelen og i Danmark én af de ufrie stænder, borgerne, og i Norge også bønderne.
Forfatningsændringen blev i 1665 yderligere formaliseret og uddybet i Kongeloven.